# Get It Shawty
Get It Shwaty è un brano musicale del cantante R&B Lloyd, pubblicato come secondo singolo estratto dall'album Street Love il 13 marzo 2007.

## Tracce
CD singolo
1. Get It Shawty (Moto Blanco Vocal Mix) - 8:01
2. Get It Shawty (Moto Blanco Radio Mix) - 3:37
3. Get It Shawty (Moto Blanco Dub Mix) - 7:54

## Classifiche
| Classifica (2007)                  | Posizione più alta |
| ---------------------------------- | ------------------ |
| Official Singles Chart             | 72                 |
| US Billboard Hot 100               | 16                 |
| US Billboard Hot R&B/Hip-Hop Songs | 4                  |
| US Billboard Pop Songs             | 26                 |